# United-Air-Lines-Flug 736
United-Air-Lines-Flug 736 war ein Flug von Los Angeles über Denver und Kansas City nach Washington, D.C. und New York City, auf dem am 21. April 1958 um 08:30 Uhr Ortszeit eine Douglas DC-7 mit einem Kampfflugzeug der United States Air Force in der Luft kollidierte. An Bord der Douglas DC-7 befanden sich 42 Passagiere und fünf Besatzungsmitglieder, im Cockpit der North American F-100F Super Sabre befanden sich ein Pilot in Ausbildung und dessen Fluglehrer. Der Zusammenstoß ereignete sich über Nevada, etwa 15 km südwestlich von Las Vegas. Beide Flugzeuge gerieten infolge der Kollision außer Kontrolle und stürzten ab. Es gab keine Überlebenden. Mit 49 Opfern ist der Unfall bis heute der folgenschwerste Flugunfall in der Region Las Vegas.
Dieser Flugunfall und ein anderer Zusammenstoß in der Luft, bei dem nur einen Monat zuvor über Brunswick, Maryland, ein Flugzeug der Capital Airlines und ein Militärjet zusammengestoßen waren sowie die Kollision von Flugzeugen auf dem TWA-Flug 2 und dem United-Air-Lines-Flug 718 zwei Jahre zuvor über dem Grand Canyon führten zu einer Änderung der Verfahrensweise bei der Zuteilung des kontrollierten Luftraumes für militärische und zivile Flugzeuge und lösten umfangreiche Verbesserungsmaßnahmen in der Luftverkehrskontrolle insgesamt aus. Im August 1958 unterschrieb Präsident Dwight D. Eisenhower den Federal Aviation Act of 1958, der direkt Bezug auf den Unfall auf dem Flug United 736 nahm und mit dem die Federal Aviation Agency gegründet wurde.

## Hergang
Die DC.7 auf dem United-Air-Lines-Flug 736 verließ den Los Angeles International Airport um 07:37 Uhr Ortszeit. An Bord waren 42 Passagiere und fünf Besatzungsmitglieder. Der fliegende Pilot war Duane M. Ward, Arlin E. Sommers saß auf der Position des Ersten Offiziers, Charles E. Woods war der Flugingenieur. Für den Flug zur ersten Zwischenlandung auf dem Stapleton International Airport in Denver wurde dem Flugzeug eine Flughöhe von 21.000 Fuß zugewiesen.
Das Kampfflugzeug vom Typ North American Aviation F-100F-5 Super Sabre mit einem Pilot in Ausbildung und dessen Fluglehrer in einem Tandem-Cockpit war von der Nellis Air Force Base um 07:45 Uhr zu einem Training des Instrumentenfluges gestartet. Auf dem vorderen Sitz saß der Fluglehrer Hauptmann Thomas Coryell und dahinter sein Flugschüler Leutnant Gerald Moran, der als Teil seiner Ausbildung einen Teil des Fluges unter einer Sichthaube absolvieren sollte. Um 08:28 Uhr meldete sich Moran beim Kontrollturm auf der Nellis Air Force Base, um ein Sinken auf 14.000 Fuß anzukündigen. Die Piloten der F-100 starteten dieses Flugmanöver mit einer Geschwindigkeit von 280 Knoten (etwa 520 km/h) und erhöhten diese Geschwindigkeit während des Sturzfluges.
Zum gleichen Zeitpunkt näherte sich United-Air-Lines-Flug 736 Las Vegas mit einer Geschwindigkeit von etwa 312 Knoten (ca. 578 km/h) in nordöstlicher Richtung. Die Civil Aeronautics Authority (CAA), unter deren Kontrolle das Linienflugzeug unterwegs war, hatte keine Kenntnis von der F-100 und die Fluglotsen der Air Force wussten nicht über das Zivilflugzeug Bescheid.
Bei klarem Himmel und vorzüglichen Sichtbedingungen kreuzten sich die Flugwege der beiden Flugzeuge um 08:30 Uhr rund 15 km südwestlich des Drehfunkfeuers. Die beiden Flugzeuge stießen fast frontal in einer Höhe von 21.000 Fuß mit einer geschätzten Zusammenprallgeschwindigkeit von 665 Knoten (rund 1230 km/h) zusammen.
Die sich im Sinkflug befindliche F-100 hatte mit einer Fluggeschwindigkeit von 444 Knoten (etwa 820 km/h) den rechten Flügel der Linienmaschine mit dem eigenen rechten Flügel getroffen, wodurch beide Flugzeuge unweigerlich außer Kontrolle gerieten. Beim Sturz der DC-7 rissen die aerodynamischen Kräfte die Triebwerke von den Flügeln. Das Flugzeug der United Air Lines stürzte auf einen damals leeren Wüstenstreifen außerhalb von Arden und explodierte. Die Absturzstelle befand sich damals rund dreieinhalb Kilometer südlich der nächstgelegenen befestigten Straße, der Blue Diamond Road; heute liegt diese Stelle am Rande der Bebauung, in der Nähe der Kreuzung von Cactus Avenue und Decatur Blvd. Die F-100 stürzte in ein bergiges, unbewohntes Gebiet einige Kilometer weiter südlich in der Nähe des Ortes Sloan.
Damalige Presseberichte informierten, dass Augenzeugen den Zusammenstoß und den folgenden Absturz beider Flugzeuge gesehen haben. Einige dieser Augenzeugen berichteten von einem davondriftenden Fallschirm, sodass zunächst Hoffnung bestand, dass sich einer der Piloten des Militärjets mit dem Schleudersitz gerettet haben könnte. Nachdem der Fallschirm gefunden wurde, stellte sich heraus, dass es sich um einen Bremsschirm gehandelt hatte.

## Untersuchung der Ursache
Auf Ersuchen des örtlichen Sheriffs und der United Air Lines entsandte das FBI Experten für Fingerabdrücke, um bei der Identifizierung der Opfer zu helfen. Zeitungsartikel, die im Las Vegas Review-Journal anlässlich des 40. und des 50. Jahrestages der Katastrophe erschienen, wiesen darauf hin, dass das FBI auch nach vertraulichen Papieren suchte, die eine Gruppe von Lieferanten des Militärs, die an Bord war, in Aktenkoffern bei sich hatten und für die nationale Sicherheit von Bedeutung gewesen sein sollen. In der Folge soll es deswegen auch zur Regelung gekommen sein, dass Militär, Verteidigungsindustrie und einige andere große Unternehmen die gemeinsame Reise von Schlüsselpersonen an einem wichtigen Projekt in einem einzigen Flugzeug unterbanden.
Wetter und Zustand der beiden Flugzeuge haben nach den Ermittlungen des Civil Aeronautics Board (CAB) bei dem Flugunfall keine Rolle gespielt. Der Untersuchungsbericht stellte als vermutlichen Grund für den Unfall die hohe Rate von frontalen Flugzeugannäherungen zu jener Zeit und im Hinblick auf die große Höhe auch Einschränkungen durch Mensch und Cockpit fest. Der Bericht nannte auch das Versäumnis von Nellis Air Force Base und der CAA als Grund, da diese wissentlich die Gefährdung ziviler Linienflüge durch militärische Trainingsflüge in Kauf genommen hätten. Übungsflüge wurden schon mehr als ein Jahr vor dem Unfall innerhalb mehrerer Luftstraßen durchgeführt, sogar nachdem bereits mehrere Besatzungen ziviler Flugzeuge gefährliche Annäherungen durch Militärjets gemeldet hatten.

## Folgen
Der Federal Aviation Act of 1958 wurde in Kraft gesetzt. Mit ihm wurde die CAA aufgelöst und die Federal Aviation Agency (FAA, später in Federal Aviation Administration umbenannt) geschaffen. Die FAA erhielt eine vorher nie dagewesene und absolute Hoheit über die Kontrolle des amerikanischen Luftraumes, einschließlich militärischer Aktivitäten, und nachdem Prozeduren und Einrichtungen der Luftverkehrskontrolle modernisiert wurden, ging die Anzahl der Kollisionen in der Luft deutlich zurück.
Das Überschallflugzeug F-100 war während der Jahre seines Einsatzes häufig Gegenstand von Zwischenfällen. Die meisten Verluste brachte das Jahr 1958 mit sich, als 47 Piloten auf diesem Typ im Dienst getötet wurden und 116 F-100-Flugzeuge verloren gingen, also durchschnittlich alle drei Tage ein Absturz.
In dem Absturzgebiet kam es zu zwei weiteren Abstürzen großer Verkehrsflugzeuge:
- 1942 starben die Filmschauspielerin Carole Lombard und 21 weitere Personen beim Unfall einer DC-3 auf dem TWA-Flug 3, etwa 25 Kilometer weiter westsüdwestlich.
- 1964 verloren 26 Personen an Bord eines Flugzeugs der Bonanza Air Lines beim Flug in einen Berg etwa acht Kilometer weiter südwestlich ihr Leben.

Diese beiden Absturzstellen befinden sich in zerklüfteten, bergigen Zonen und die rostigen Reste der DC-3 und der Fairchild F-27 liegen noch vor Ort. Die Absturzstelle der DC-7 wurde jedoch geräumt und es gibt Bestrebungen, die Stätte mit Häusern zu bebauen. Im Jahr 2008 war ein kleines selbstgemachtes Denkmal das einzige Erinnerungsstück an die Opfer des Unfalls von 1958.